# Ennevelin
Ennevelin ist eine französische Gemeinde mit 2.417 Einwohnern (Stand: 1. Januar 2022) im Département Nord in der Region Hauts-de-France. Sie gehört zum Arrondissement Lille und zum Kanton Templeuve-en-Pévèle (bis 2015: Kanton Pont-à-Marcq). Die Einwohner nennen sich Ennevelinois(es).

## Geografie
Die Gemeinde Ennevelin liegt an der Marque, etwa elf Kilometer südsüdöstlich von Lille und elf Kilometer westlich der Grenze zu Belgien. Umgeben wird Ennevelin von den Nachbargemeinden Fretin im Norden, Templeuve-en-Pévèle im Osten und Südosten, Mérignies im Südosten und Süden, Pont-à-Marcq im Süden und Südwesten sowie Avelin im Westen.
Am Südwestrand der Gemeinde führt die frühere Route nationale 49 (D549) entlang; im Nordwesten der Gemeinde verläuft die Hochgeschwindigkeits-Eisenbahntrasse LGV Nord.

## Bevölkerungsentwicklung
| Jahr                       | 1962 | 1968 | 1975 | 1982 | 1990 | 1999 | 2006 | 2012 | 2020 |
| -------------------------- | ---- | ---- | ---- | ---- | ---- | ---- | ---- | ---- | ---- |
| Einwohner                  | 1085 | 1078 | 1210 | 1474 | 1792 | 1973 | 2181 | 2129 | 2295 |
| Quellen: Cassini und INSEE |      |      |      |      |      |      |      |      |      |

## Sehenswürdigkeiten
- Kirche Saint-Quentin in Ennevelin
- Gutshof von Aigremont

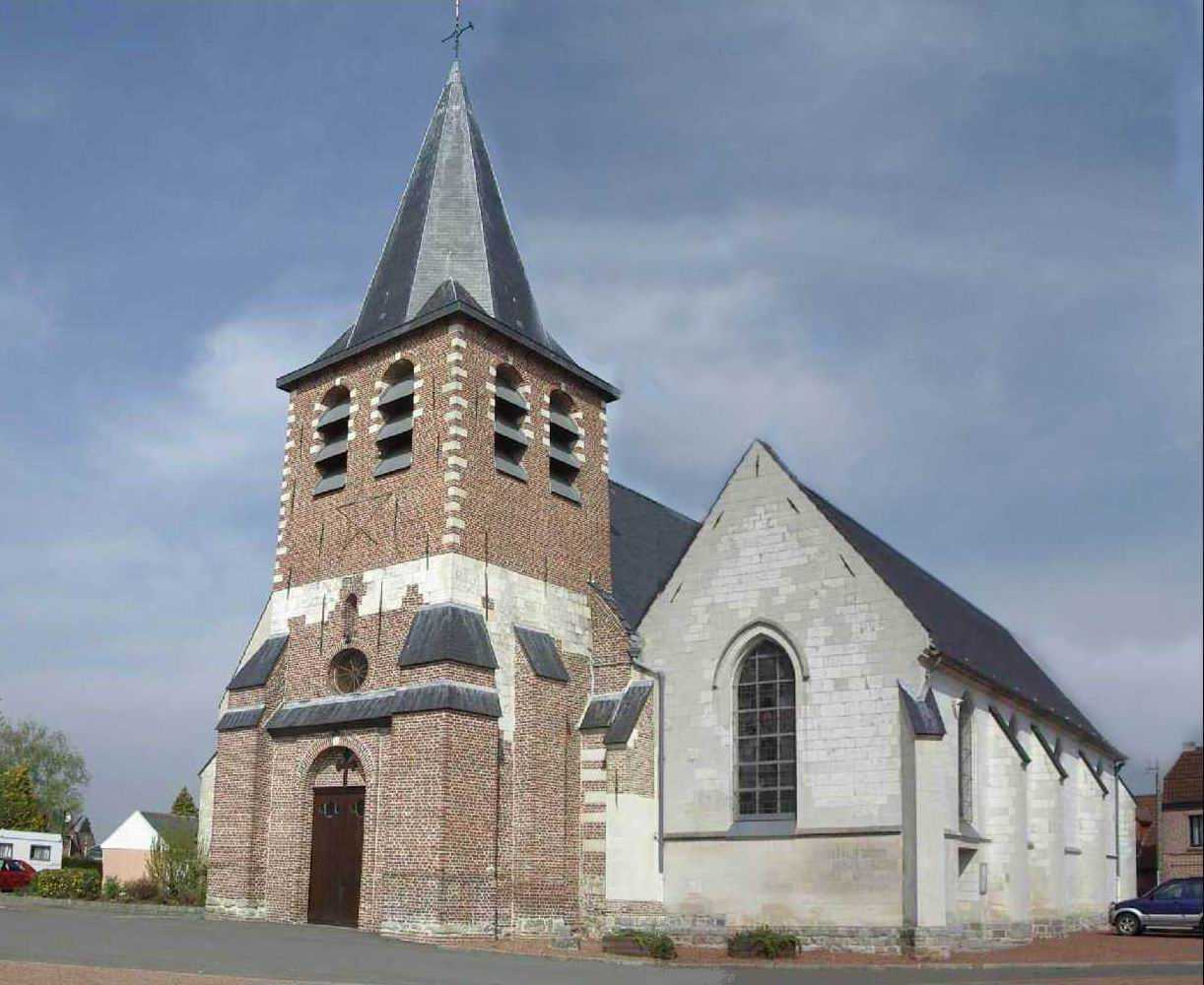
Kirche Saint-Quentin
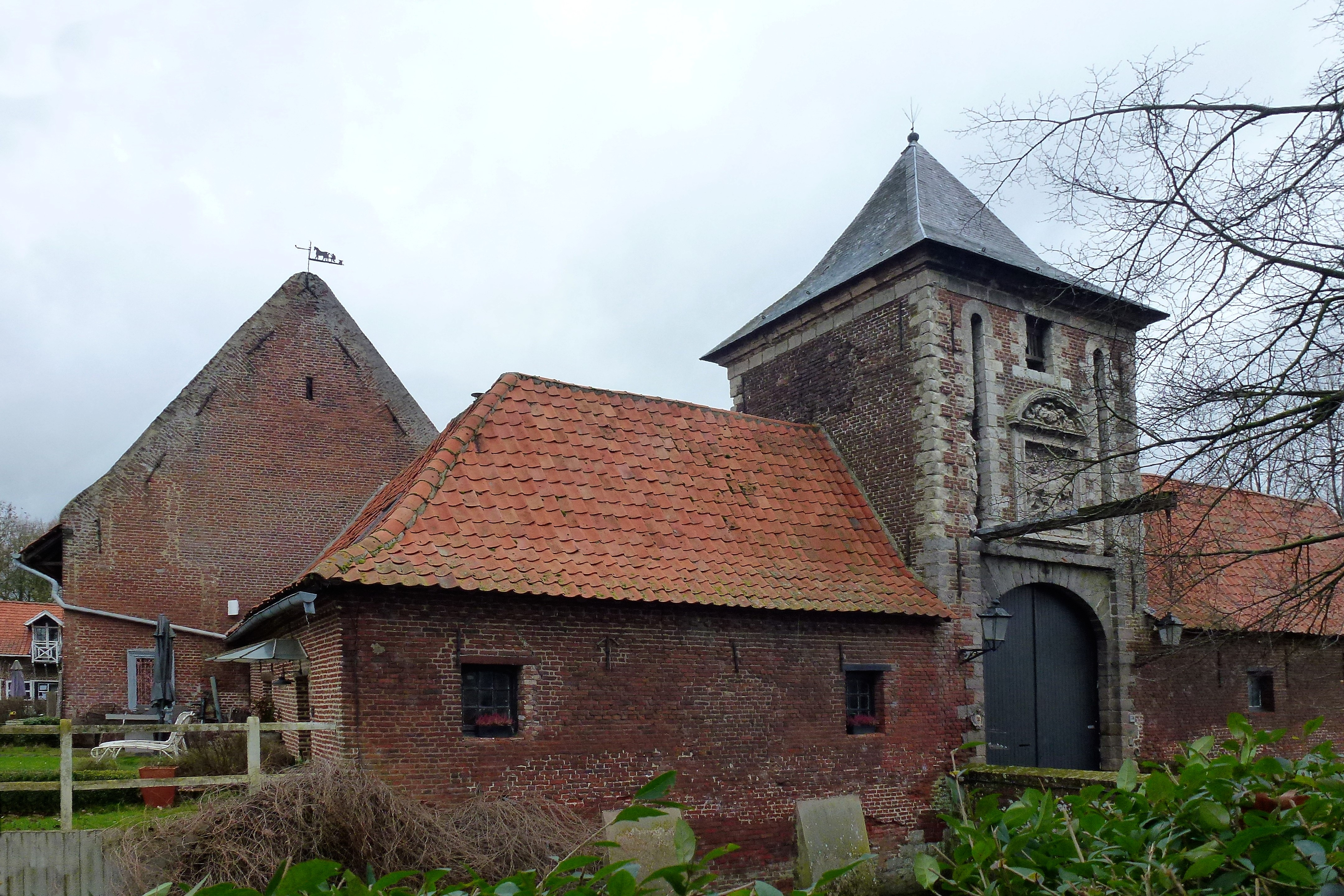
Gutshof von Aigremont
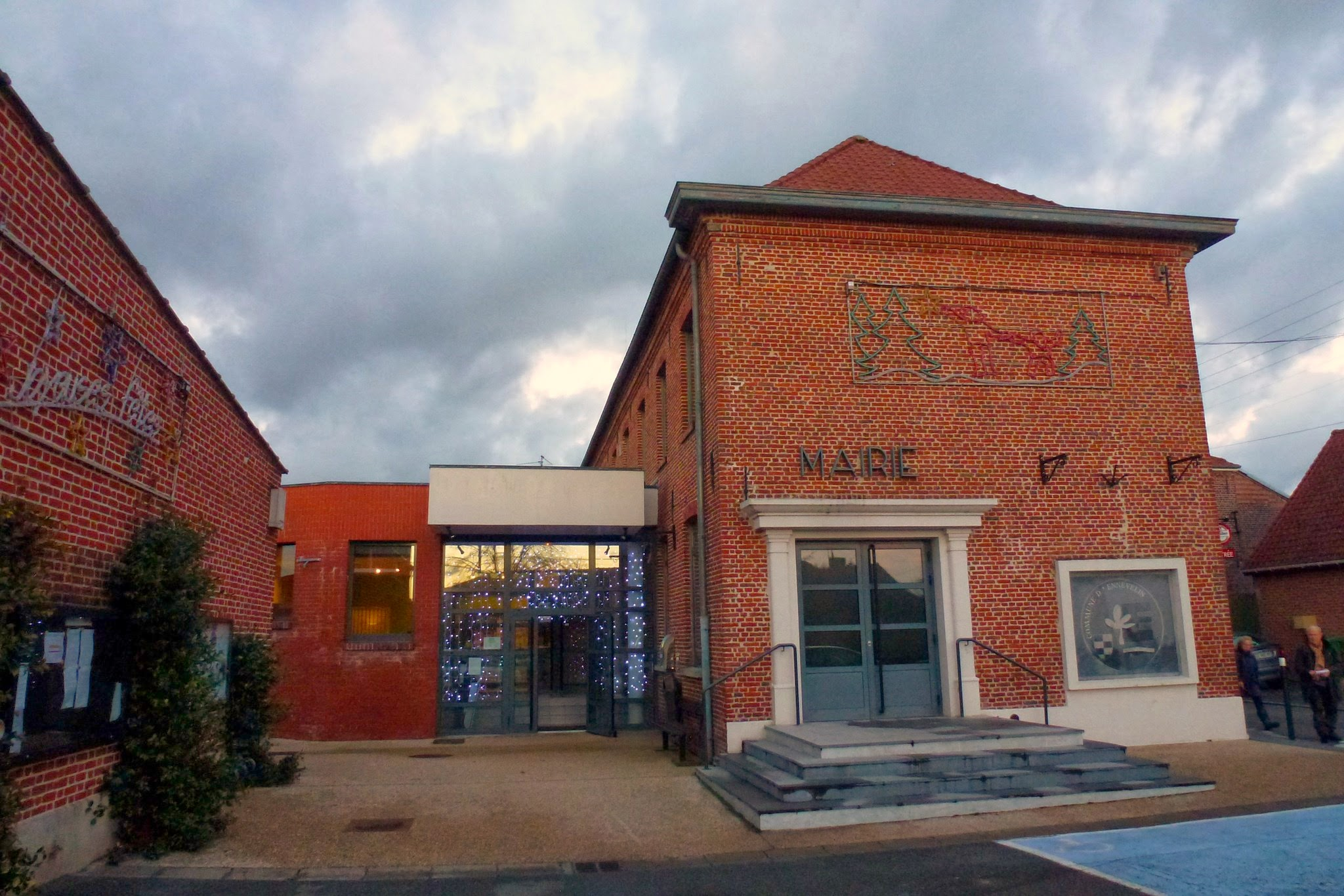
Rathaus (mairie)
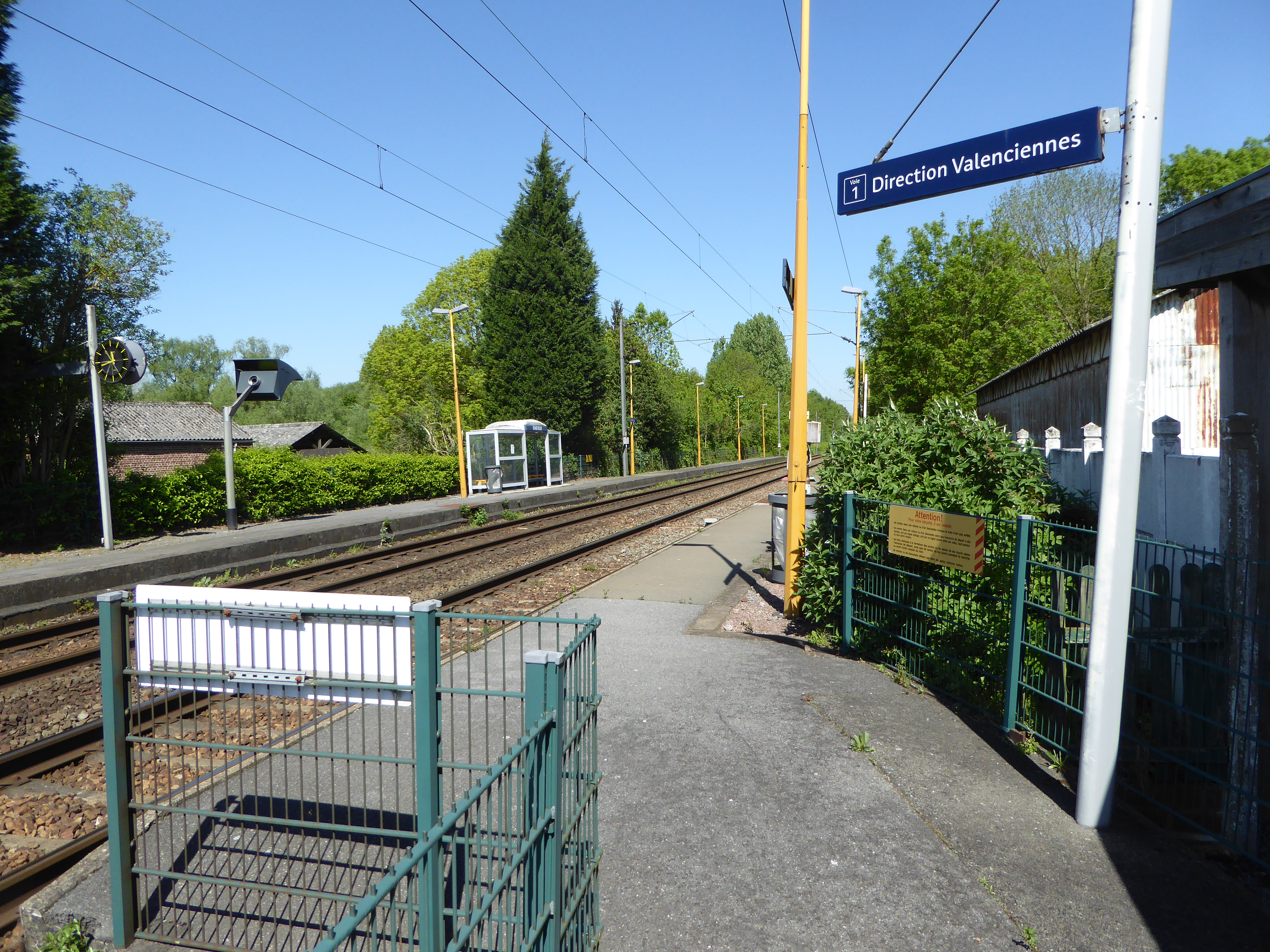
Bahn-Haltepunkt Ennevelin an der Strecke von Lille nach Valenciennes